# Leo Mathisens Vej
Leo Mathisens Vej er en gade på Frederiksholm i København og forbinder Danneskiold-Samsøes Allé med Kanonbådsvej og Eik Skaløes Plads. Vejen blev navngivet i 1996 efter jazzmusikeren og komponisten Leo Mathisen (1906-1969).

## Historie
Navngivningen skyldes, at Rytmisk Musikkonservatorium har til huse på vejen, hvilket skaber en forbindelse til Mathisens betydning for dansk jazzmusik.